# Amblycerus longissimus
Amblycerus longissimus is een keversoort uit de familie bladkevers (Chrysomelidae). De wetenschappelijke naam van de soort werd in 1902 gepubliceerd door Maurice Pic.